# 力浦站
力浦站（朝鲜语：／ Ryŏkp'o yŏk */?）是位于朝鮮民主主義人民共和國平壤力浦区域的一個鐵路車站。1906年隨京義線通車啟用，同时也是乐浪线的起点。

## 邻近车站
平釜线
大同江站 - 力浦站 - 中和站
乐浪线
力浦站 - 乐浪站